# Clemente XIII
Clemente XIII (Venecia, 7 de marzo de 1693-Roma, 2 de febrero de 1769) fue el 248.° papa de la Iglesia católica desde el 6 de julio de 1758 hasta su muerte. 
El acto más célebre de su reinado fue su Breve Pontificio "Quantum Ornamenti," en el cual, a petición de todas las provincias del Imperio español, proclamó para perpetua memoria, a la Inmaculada Concepción como patrona principal de España e Indias.  
En este documento papal se apoyaron muchas provincias de América española para conservar el patronazgo de la virgen concebida aún después de las independencias, como es el caso de México, Guatemala y Argentina, quienes, bajo distintos nombres e imágenes, la conservan por patrona del país.

## Orígenes y formación
Nacido Carlo della Torre di Rezzonico, pertenecía a una familia senatorial de la República de Venecia. Sus padres fueron Giovanni Battista Rezzonico y Vittoria Barbarigo que era hermana de Pietro Barbarigo, patriarca de Venecia.
Estudió en el colegio de los jesuitas de Bolonia y en la Universidad de Padua, donde en 1727 se doctoró en ambos derechos. Fue gobernador de las ciudades de Rieti (1718) y Fano (1721). 

## Carrera eclesiástica
Fue ordenado sacerdote en 1731 y ocupó diversos cargos en la curia pontificia, el más importante el de auditor de la Sacra Rota Romana.

### Cardenalato y episcopado
En 1737 fue creado cardenal diácono de San Nicola in Carcere Tulliano y tomó parte en el cónclave de 1740 en el que fue elegido el papa Benedicto XIV. En 1743 este le consagró personalmente obispo de Padua. En 1747 optó por el orden presbiterial, recibiendo el título de S. Maria in Ara Coeli que cambió en 1755 por el de S. Marco.

## Papado

### Elección
En el cónclave de 1758 resultó elegido papa, después de casi cuatro meses de deliberaciones y favorecido por el hecho de que el favorito, Carlo Alberto Guidobono Cavalchini, cardenal del título de S. Maria della Pace y camarlengo, fuera vetado por el rey Luis XV de Francia. La mayoría era, además, difícil, porque Girolamo de' Bardi, cardenal del título de S. Maria degli Angeli in Terme había abandonado el cónclave. Al final Rezzonico fue elegido el 6 de julio, y diez días después fue coronado por el cardenal Alessandro Albani, protodiácono de Santa Maria in Via Lata.

### Actuación pontifical
España y Francia, en virtud de los pactos de familia (Borbones), formaban un potente bloque con capacidad de acción sobre las posesiones de la Iglesia. Todo ello se puso de manifiesto con ocasión de la demanda ejercida por ambos países —también por Portugal—, para que Clemente XIII suprimiese la Compañía de Jesús. Los jesuitas fueron expulsados de Portugal en 1759, de Francia en 1764 y de España en 1767, pero el papa se mantuvo firme en su apoyo a la Compañía frente a las enormes presiones de las Casas de Borbón. Como consecuencia y en represalia, Luis XV invadió Aviñón y el condado Venesino, enclaves pontificios en suelo francés, mientras que Carlos III hacía otro tanto con los señoríos papales italianos de Benevento y Pontecorvo. Este papa no vaciló en sacrificar una parte de sus posesiones pontificias en un acto de firmeza.
Insistió en la importancia de santificar las fiestas con adecuada liturgia mediante la encíclica Appetente sacro.
Otro de los actos históricos de Clemente XIII fue la condena del febronianismo, en 1764.

### Canonizaciones
Durante su pontificado Clemente XIII canonizó a Jerónimo Emiliani (1767), a José de Calasanz (1767), a José de Cupertino (1767), a Juan de Kety (1767) y a Juana de Chantal (1767). También beatificó a Antonio della Torre.

## Muerte
Falleció de un ataque cerebrovascular el 2 de febrero de 1769. En 1774 sus restos fueron trasladados a un mausoleo encargado por su familia al escultor Antonio Canova en la basílica de San Pedro.
Las profecías de San Malaquías se refieren a este papa como Rosa Umbriae (La rosa umbría). Una explicación afirma que Umbría es el nombre de una rosa que, entre otros lugares, se da en Venecia, lugar de nacimiento de este papa.

## Encíclicas
- Venimus in altitudinem (11 de septiembre de 1758).
- A quo die (14 de septiembre de 1758).
- Pastoralis officii (21 de marzo de 1759).
- Cum primum (17 de septiembre de 1759).
- Appetente sacro (20 de diciembre de 1759).
- In Dominico agro (14 de junio de 1761).
- Quanto in dolore (9 de junio de 1762).
- Quanta auxilii (8 de mayo de 1765).
- Christianae reipublicae (25 de noviembre de 1766).
- Quam graviter (25 de junio de 1766).
- Summa quae (6 de enero de 1768).
- Accedamus cum fiducia (25 de junio de 1768).

## Breves Apostólicos
- Quantum Ornamenti (8 de noviembre de 1760).
- Ubi primum accepimus (14 de enero de 1764).